# Bonito Generation
Bonito Generation é o álbum de estreia da banda inglesa de indie pop Kero Kero Bonito. Foi lançado pela Double Denim Records em 21 de outubro de 2016. É uma continuação da mixtape de 2014, Intro Bonito.

## Antecedentes
Após o lançamento de sua mixtape de estreia Intro Bonito em 2014, o Kero Kero Bonito fez planos para escrever um álbum com produtores afiliados à gravadora PC Music que fosse "um pouco mais de compositor, em vez de apenas linhas de baixo e riffs desconexos". Um disco estava planejado para ser lançado em 2015, mas em outubro daquele ano eles revelaram ao jornalista da Stereogum, James Rettig, que ainda estavam "descobrindo que tipo de declaração eles queriam fazer" com seu primeiro álbum de estúdio. Bonito Generation foi concluído no início de agosto de 2016, estando em processo de criação há mais de um ano.

## Conteúdo
Bonito Generation foi descrito como um disco de electropop, j-pop e synth-pop, com influências no electro, dancehall, música de videogame, dance music, hip hop e k-pop. Também foi comparado aos sons hyperpop da PC Music e Sophie. Os temas do disco abordam navegar pelo Instagram, ouvir uma música cativante no rádio, trampolins, acordar, crises existenciais do dia a dia e a curiosidade da juventude. Bonito Generation foi relançado em vinil pela Polyvinyl Record Co. em janeiro de 2019.

## Recepção crítica
Bonito Generation recebeu aclamação generalizada após seu lançamento. Com base em sete avaliações, o site de avaliações agregadas Metacritic, concedeu a Bonito Generation uma classificação de 81 em 100, indicando "aclamação universal".

Revisando o álbum para a AllMusic, Heather Phares escreveu: "Embalado com sucessos alegres, espirituosos e que deveriam ser, Bonito Generation é uma mistura vencedora de arte subversiva e coração genuíno". Joe Rivers, da Clash, afirmou: "A produção é incrivelmente alegre e, graças a uma predileção pela dança do início dos anos 90, algumas das faixas aqui são absolutamente 
| Críticas profissionais | Críticas profissionais |
| Pontuações agregadas   | Pontuações agregadas   |
| Fonte                  | Avaliação              |
| ---------------------- | ---------------------- |
| AnyDecentMusic?        | 7.4/10                 |
| Metacritic             | 81/100                 |
| Avaliações da crítica  |                        |
| Fonte                  | Avaliação              |
| AllMusic               | [ 15 ]                 |
| Clash                  | 9/10                   |
| DIY                    | [ 17 ]                 |
| The Guardian           | [ 18 ]                 |
| Sputnikmusic           | 4.5/5                  |
| Tiny Mix Tapes         | [ 20 ]                 |

incríveis". Jamie Milton, da revista DIY, opinou que a banda "aperfeiçoou a fórmula de solução rápida" com o álbum, que incluiu "uma dúzia de singles gigantes em potencial". Enquanto Milton escreveu que o álbum "reúne um monte de singles maciços, derretidos em uma dose às vezes rala de glicose", a crítica concluiu que "esse é o compromisso para escrever doze hits monstruosos". Milton também elogiou a banda por não "tirar sarro" com o álbum e, em vez disso, abraçar seriamente seu ato.
Kate Hutchinson, do The Guardian, escreveu que "Seus nuggets sem gordura têm o hiper-slickness do kawaii j-pop, enquanto remontam a uma era quando os sucessos das paradas de alto conceito eram tão onipresentes quanto as cortinas das boy bands". No entanto, ela observou: "Suas músicas são melhores quando param de ser tão satiricamente fofas e vão para outro lugar".

## Faixas
Créditos adaptados do ACE Repertory.
| Bonito Generation – Edição padrão |                |                                            |         |  |
| N.º                               | Título         | Escritor(es)                               | Duração |  |
| 1.                                | "Waking Up"    | Jamie Bulled Gus Lobban Sarah Midori Perry | 2:57    |  |
| 2.                                | "Heard a Song" | Lobban                                     | 3:19    |  |
| 3.                                | "Graduation"   | Lobban                                     | 3:19    |  |
| 4.                                | "Fishbowl"     | Lobban Perry                               | 1:45    |  |
| 5.                                | "Big City"     | Lobban Perry                               | 2:52    |  |
| 6.                                | "Break"        | Bulled Lobban Perry                        | 3:17    |  |
| 7.                                | "Lipslap"      | Bulled Lobban                              | 3:39    |  |
| 8.                                | "Try Me"       | Bulled Lobban Perry                        | 3:29    |  |
| 9.                                | "Paintbrush"   | Lobban Perry                               | 0:57    |  |
| 10.                               | "Trampoline"   | Bulled Lobban Perry                        | 4:03    |  |
| 11.                               | "Picture This" | Bulled Lobban Perry                        | 3:23    |  |
| 12.                               | "Hey Parents"  | Bulled Lobban Perry                        | 3:22    |  |
| Duração total:                    | Duração total: | Duração total:                             | 36:28   |  |

| Bonito Generation – Faixas bônus da edição japonesa |                                    |         |  |
| N.º                                                 | Título                             | Duração |  |
| 13.                                                 | "Forever Summer Holiday"           | 3:35    |  |
| 14.                                                 | "Picture This" (Felicita Remix)    | 2:55    |  |
| 15.                                                 | "Fishbowl" (Frankie Cosmos Remix)  | 1:44    |  |
| 16.                                                 | "Heard a Song" (CFCF Remix)        | 4:05    |  |
| 17.                                                 | "Trampoline" (Saint Etienne Remix) | 3:48    |  |
| 18.                                                 | "Lipslap" (Makeness Remix)         | 3:57    |  |
| 19.                                                 | "Break" (Jonah Baseball Remix)     | 2:29    |  |

## Paradas musicais
| Paradas (2016)             | Melhor posição |
| -------------------------- | -------------- |
| World Albums (Billboard)   | 9              |
| Vinyl Albums – (Billboard) | 15             |